# Tur Langton
 (octobre 2023).
Pour les articles homonymes, voir Tur et Langton.
Tur Langton est une paroisse civile et un village du Leicestershire, en Angleterre.